# Тринг, Джон Чарльз
Джон Чарльз Тринг (англ. John Charles Thring; 11 июня 1824, Элтон, Уилтшир — 3 октября 1909, Брэдфорд-на-Эйвоне, Уилтшир) — футболист Кембриджского университета, ранее игравший за команду школы Шрюсбери (англ. Shrewsbury School), автор первых изданных правил игры в футбол

## Биография
В 1846 Тринг совместно с Генри де Уинтоном (1823—1895) организовал встречу с представителями частных школ с целью сформулировать и принять первый свод единых правил игры в футбол, которые позже стали известны как «Кембриджские правила».
В 1862 году впервые издал правила игры в футбол, которые назвал «Самая простая игра»